# Haus Amecke

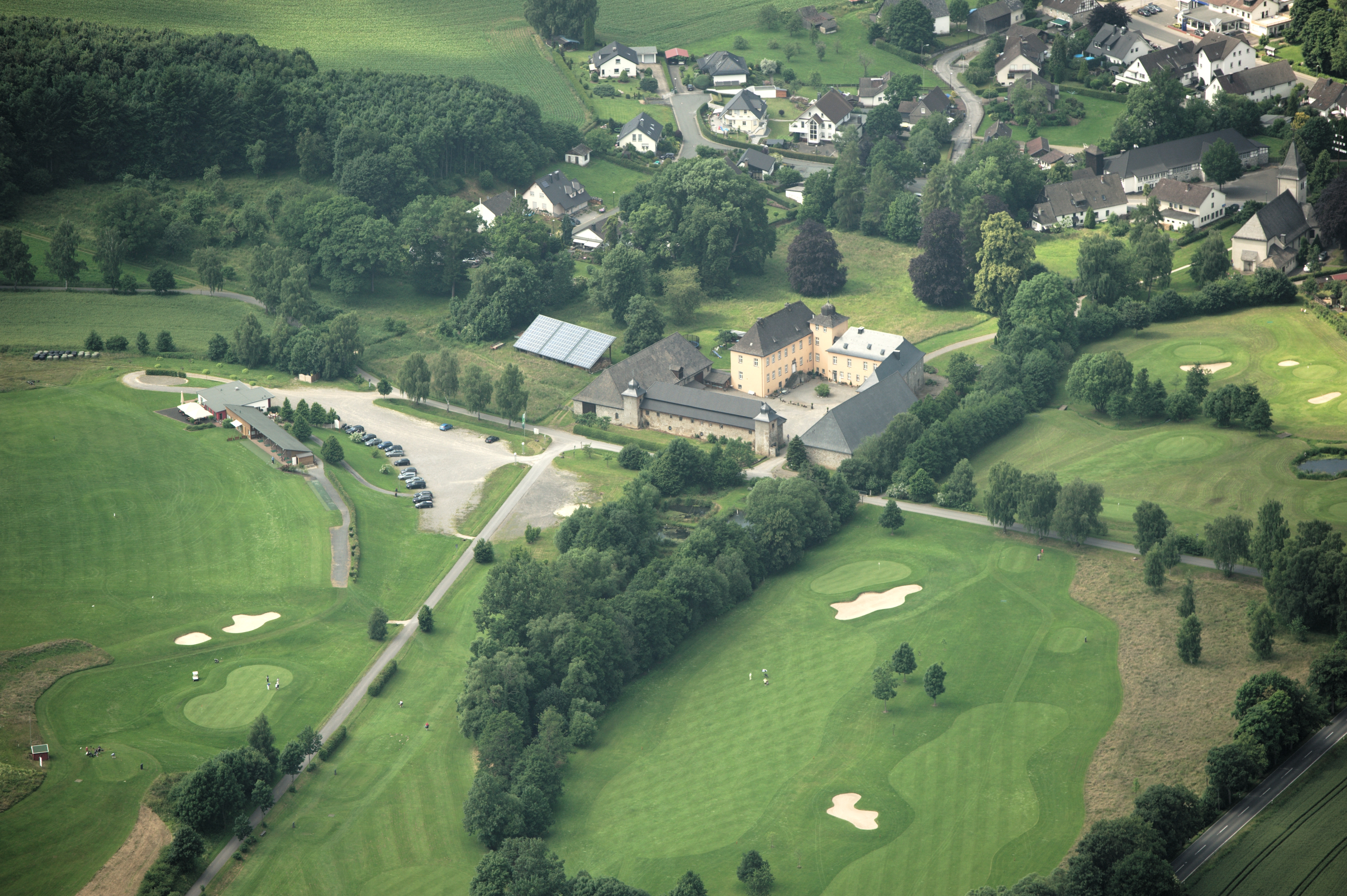
Luftaufnahme von Haus Amecke

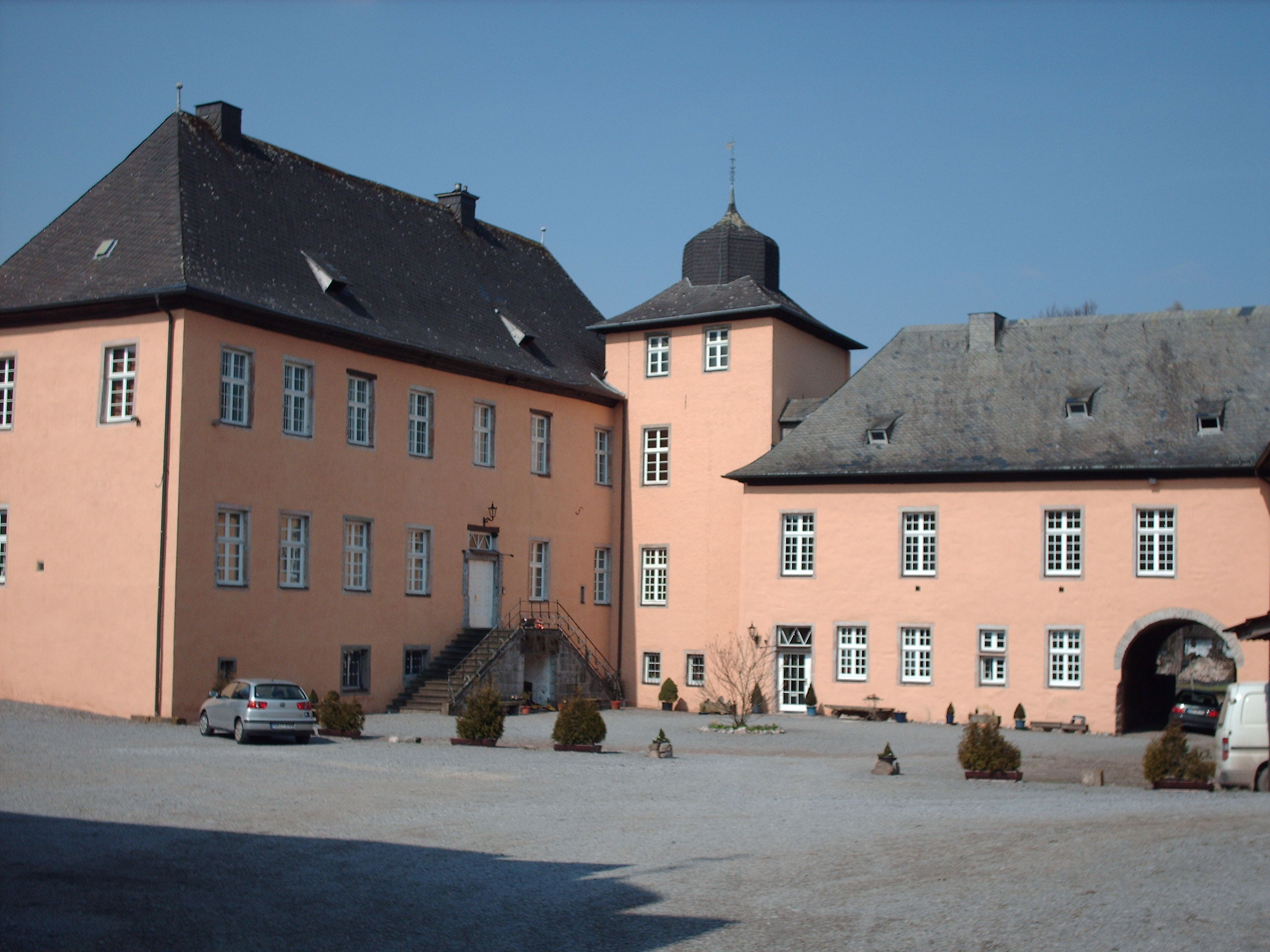
Innenhof Haus Amecke

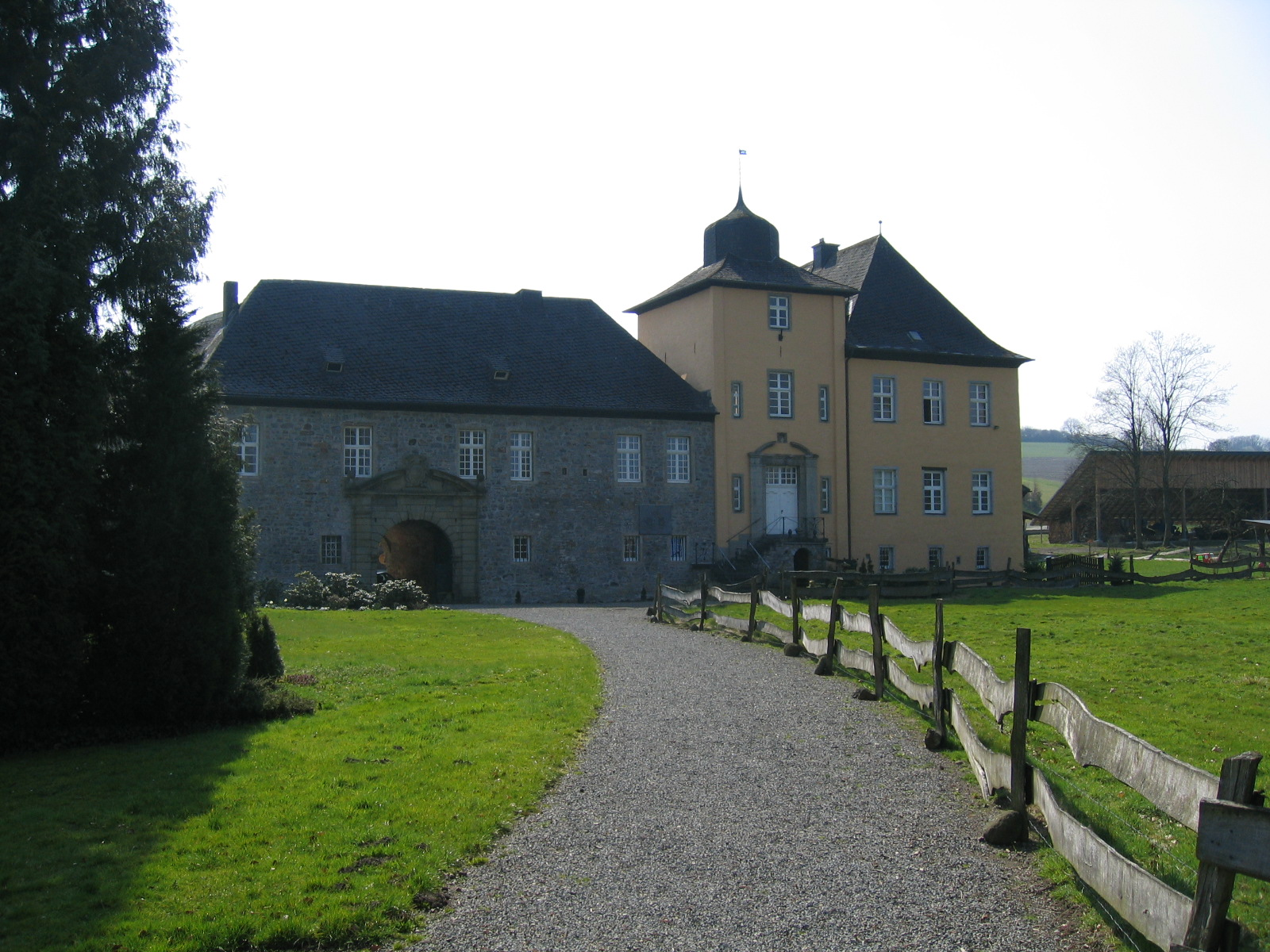
Seitenansicht

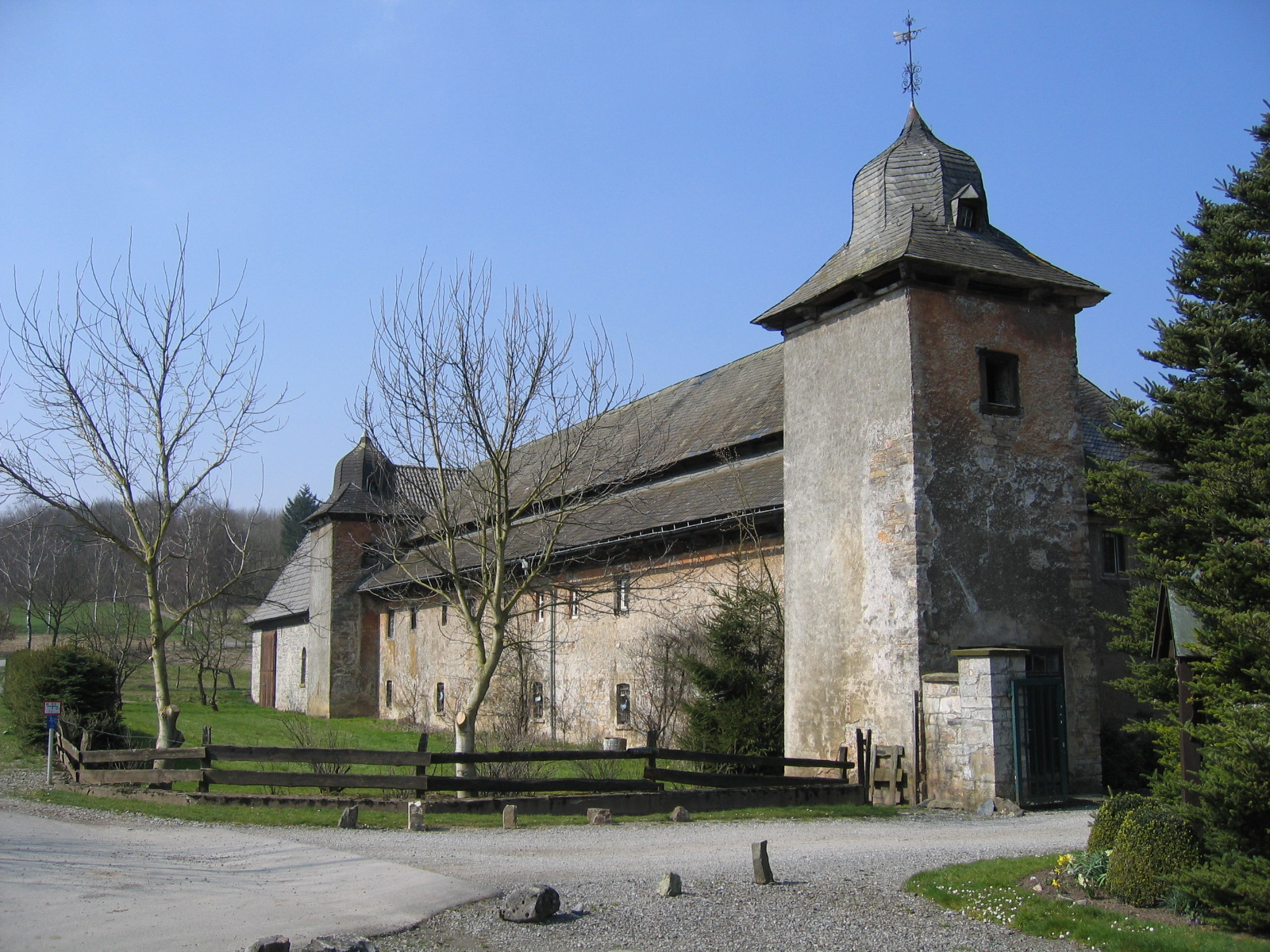
Zufahrt

Haus Amecke liegt im Stadtteil Amecke der Stadt Sundern, einer Stadt des Hochsauerlandkreises in Nordrhein-Westfalen, Deutschland.

## Lage
Das Herrenhaus „Haus Amecke“ liegt am Sorpesee an der Straße nach Allendorf.

## Geschichte
Haus Amecke, auch „Castrum Adenbecke“, wurde 1338 erstmals erwähnt. 1338 belehnte Graf Gottfried IV. Johan Wrede mit zwei Mansi (Hufe) in Amecke. In den nächsten 60 Jahren verwandelte sich die Hofstelle in eine Wasserburg. Die Kulmkalksteine zum Bau wurden in Steinbrüchen an den Bergen Steinert und Langeloh gewonnen. Zuerst wurden vermutlich der Mitteltrakt und der Ostflügel des Hauptgebäudes mit Torbogen gebaut.
1419 wurde das Haus in ein oberes und unteres Haus geteilt. Das untere Haus blieb bis zur heutigen Zeit im Besitz der Freiherren von Wrede-Amecke. Das obere Haus kam um 1530 durch Heirat in den Besitz von Johann von Heygen zu Ewig und Amecke, der es 1571 an seinen Sohn Heinrich von Heygen zu Amecke weitervererbte. Später gelangte es an die Droste zu Füchten und Erwitte. Erst 1758 konnte die Familie von Wrede das obere Haus wieder zurückkaufen. Das Herrenhaus war bis 1830 von einem Wassergraben umgeben. 1923 wurden die bis dahin getrennten Häuser durch einen Treppenturm miteinander verbunden.
Im Jahr 1923 drehte der Regisseur Svend Gade auf Haus Amecke Teile des Stummfilms Das Geheimnis vom Brinkschultenhof. Star des Films war Henny Porten. Weitere Teile des Films wurden in der Umgebung von Amecke und in der Altstadt von Arnsberg gedreht. Als Statisten wirkten Einwohner von Amecke und Arnsberg im Film mit. Der Film wurde durch das Filmmuseum in Babelsberg restauriert.
Als es im April 1945 zu schweren Kämpfen zwischen der Wehrmacht und der US Army in Allendorf und Umgebung kam, richtete die Wehrmacht ein Feldlazarett in Haus Amecke ein. Man bestattete neun deutsche Soldaten im Park. Die US Army richtete im Haus anschließend ein Lager für Fremdarbeiter ein. Während der Nutzung als Lager wurde Teile des Archivs und Mobiliars entwendet und zerstört.
1998 übernahm der heutige Besitzer Eberhard Freiherr von Wrede (* 1968) den Betrieb. Im selben Jahr wurde auf landwirtschaftlichen Flächen nahe dem Schloss ein Golfplatz angelegt.